# Menesia longitarsis
Menesia longitarsis är en skalbaggsart som beskrevs av Stefan von Breuning 1954. Menesia longitarsis ingår i släktet Menesia och familjen långhorningar. Inga underarter finns listade i Catalogue of Life.